# Blixbo
Blixbo is een plaats in de gemeente Falun in het landschap Dalarna en de provincie Dalarnas län in Zweden. De plaats is opgedeeld in twee småorter: Blixbo (noordelijk deel) (Zweeds: Blixbo (norra delen) en Blixbo (zuidelijk deel) (Zweeds: Blixbo (södra delen). Blixbo (noordelijk deel) heeft 62 inwoners (2005) en een oppervlakte van 17 hectare. Blixbo (zuidelijk deel) heeft 55 inwoners (2005) en een oppervlakte van 12 hectare. De plaats ligt aan een weg die loopt tussen de stad Falun en Svärdsjö en het dorp wordt omringd door zowel bos als landbouwgrond.